# Unión Deportiva Mutilvera
La Unión Deportiva Mutilvera és una club de futbol amb seu a Mutilva, Aranguren, a la comunitat autònoma de Navarra. Fundat l'any 1968, juga a Tercera Federació. El seu estadi és l'Estadio Valle Aranguren amb una capacitat de 2.000 places.

## Història
El club va ser fundat l'any 1968 per Juan Contreras després de la primera trobada amb joves de la localitat Mutilva Baja que tenien el somni de formar un equip de futbol. El club només va jugar a futbol juvenil fins a formar un equip sènior el 1991, jugant dues temporades com a Club Deportivo Indarra abans de canviar al nom actual el 1993.
L'any 2016 l'equip va ascendir a Segona Divisió B per primera vegada, però només hi va jugar una temporada i va tornar a Tercera Divisió.

## Temporada a temporada
| Temporada | Nivell | Divisió    | Lloc | Copa del Rei |
| --------- | ------ | ---------- | ---- | ------------ |
| 1991–92   | 6      | 1a Reg.    | 18è  |              |
| 1992–93   | 6      | 1a Reg.    | 7è   |              |
| 1993–94   | 6      | 1a Reg.    | 4t   |              |
| 1994–95   | 6      | 1a Reg.    | 11è  |              |
| 1995–96   | 6      | 1a Reg.    | 8è   |              |
| 1996–97   | 6      | 1a Reg.    | 9è   |              |
| 1997–98   | 6      | 1a Reg.    | 4t   |              |
| 1998–99   | 6      | 1a Reg.    | 2n   |              |
| 1999–2000 | 5      | Reg. Pref. | 8è   |              |
| 2000–01   | 5      | Reg. Pref. | 1r   |              |
| 2001–02   | 4      | 3a         | 10è  |              |
| 2002–03   | 4      | 3a         | 17è  |              |
| 2003–04   | 4      | 3a         | 5è   |              |
| 2004–05   | 4      | 3a         | 2n   |              |
| 2005–06   | 4      | 3a         | 6è   |              |
| 2006–07   | 4      | 3a         | 3r   |              |
| 2007–08   | 4      | 3a         | 2n   |              |
| 2008–09   | 4      | 3a         | 4t   |              |
| 2009–10   | 4      | 3a         | 5è   |              |
| 2010–11   | 4      | 3a         | 4t   |              |

| Temporada | Nivell | Divisió | Lloc    | Copa del Rei  |
| --------- | ------ | ------- | ------- | ------------- |
| 2011–12   | 4      | 3a      | 4t      |               |
| 2012–13   | 4      | 3a      | 2n      |               |
| 2013–14   | 4      | 3a      | 4t      |               |
| 2014–15   | 4      | 3a      | 5è      |               |
| 2015–16   | 4      | 3a      | 4t      |               |
| 2016–17   | 3      | 2a B    | 17è     |               |
| 2017–18   | 4      | 3a      | 1r      |               |
| 2018–19   | 4      | 3a      | 3r      | Tercera ronda |
| 2019–20   | 4      | 3a      | 1r      |               |
| 2020–21   | 3      | 2a B    | 7è / 1r | Segona ronda  |
| 2021–22   | 4      | 2a RFEF | 11è     |               |
| 2022–23   | 4      | 2a Fed. | 11è     |               |
| 2023–24   | 4      | 2a Fed. | 15è     |               |
| 2024–25   | 5      | 3a Fed. |         |               |

- 2 temporades a Segona Divisió B
- 3 temporades a Segona Federació /Segonda Divisió RFEF
- 17 temporades a Tercera Divisió
- 1 temporada a Tercera Federació

## Palmarès
- Tercera Divisió: 2017–18